# Ricardo Escuela
Ricardo Escuela, né le 23 mai 1983, est un coureur cycliste argentin.

## Palmarès
- 2003
  - 2e étape de la Doble Calingasta
- 2004
  - Mendoza-San Juan
- 2005
  - 2e étape du Tour de San Juan
  - Coppa Mario Menozzi
- 2006
  - Gran Premio Rinascita
  - Giro dei Tre Ponti
  - 7e étape du Baby Giro
  - Giro del Medio Polesine
  - 2e du Trophée Antonietto Rancilio
- 2007
  - 7e étape du Tour de San Juan
  - 1re étape du Tulsa Tough
  - 1re étape de la Cascade Classic
- 2008
  - 6e étape de la Cascade Classic
  - 3e étape du Tour de l'Utah
  - 2e de la Doble Calingasta
  - 2e du Manhattan Beach Grand Prix
  - 2e de la Doble Difunta Correa
  - 3e de Mendoza-San Juan
- 2009
  - 2e étape du Tour de San Juan
  - 2e du championnat d'Argentine sur route
- 2010
  - 1re étape du Giro del Sol San Juan
  - Doble Chepes :
    - Classement général
    - 1re et 2e étapes

  - Clásica 1° de Mayo
  - 2e de la Doble Difunta Correa
- 2011
  - 2e et 6e étapes du Tour de San Juan
  - 3e étape de la McLane Pacific Classic
  - 3e étape de la San Dimas Stage Race
- 2012
  - Doble Calingasta :
    - Classement général
    - 1re étape

  - Doble Chepes :
    - Classement général
    - 2e et 3e étapes

  - 2e du championnat d'Argentine sur route
  - 2e du Manhattan Beach Grand Prix
  - 2e du Tour de Nez
  - 3e de la Doble Difunta Correa
- 2013
  - 2e étape du Giro del Sol San Juan
  - 3e étape du Tour de San Juan
  - 2e étape de l'Intelligentsia Cup
  - 2e étape de la Doble Calingasta
  - Doble Difunta Correa
- 2014
  - 1re étape de la Vuelta a la Bebida
  - 3e, 6e et 9e étapes du Tour de San Juan
  - 1re étape de la Doble Calingasta
  - 3e étape de la Doble Chepes
  - 2e étape de la Vuelta a los Valles Iglesianos
  - 2e du Tour de San Juan
  - 2e du Sunny King Criterium
  - 2e de la Doble Calingasta
  - 2e de Mendoza-San Juan
  - 3e de la Doble Media Agua
- 2015
  - 4e étape du Giro del Sol San Juan
  - Prologue, 3e, 5e et 8e étapes du Tour de San Juan
  - 3e étape de la Vuelta a La Bebida
  - Doble Difunta Correa
  - 2e du Tour de San Juan
  - 2e de la Doble Chepes
  - 2e de Mendoza-San Juan
  - 3e de la Vuelta a La Bebida
- 2016
  - Vuelta a Valle Fértil :
    - Classement général
    - 1re étape

  - Doble Cerrillo
  - 2e du Circuito Albardón
  - 2e de la Doble San Martín
  - 2e du Circuito Aniversario La Bebida
  - 3e du Tour de San Juan
  - 3e de la Doble Media Agua
  - 3e de la Doble Chepes
- 2017
  - Giro del Sol San Juan :
    - Classement général
    - Prologue (contre-la-montre par équipes) et 3e étape

  - Vuelta a Valle Fértil :
    - Classement général
    - 1re étape
- 2018
  - Circuito Aniversario de La Bebida
  - Doble Cerrillo
  - Circuito Carlos Escudero
- 2019
  - 2e étape de la Doble Chepes
  - Gran Premio Homenaje a Huguito Robles
  - 2e du Circuito Aniversario La Bebida
- 2020
  - 2e de la Doble Cerrillo
- 2021
  - Doble Calingasta :
    - Classement général
    - 2e et 3e étapes

  - 2e de la Doble Difunta Correa
  - 2e de la Doble Media Agua
- 2022
  - 1re étape du Giro del Sol San Juan
  - 3e et 4e étapes de la Vuelta al Valle de Catamarca
  - 2e de la Vuelta al Valle de Catamarca
- 2023
  - 2e de la Doble Difunta Correa
  - 3e du Circuit Carlos Escudero

## Classements mondiaux
| Année            | 2006 | 2007 | 2008 | 2009 | 2010 | 2011 | 2012 | 2013 | 2014 | 2015 | 2016 | 2017 | 2018 | 2019 | 2020 |
| ---------------- | ---- | ---- | ---- | ---- | ---- | ---- | ---- | ---- | ---- | ---- | ---- | ---- | ---- | ---- | ---- |
| UCI America Tour |      | 226e |      |      |      |      |      |      |      |      |      | 55e  | 316e | 486e | 154e |
| UCI Europe Tour  | 810e |      |      |      |      |      |      |      |      |      |      |      |      |      |      |